# Albano di Lucania
Albano   di Lucania község (comune) Olaszország Basilicata régiójában, Potenza megyében.

## Fekvése
A Basento folyó völgyére néző 899 m magas Monte San Leonardo tetejére épült. 

## Története
A település első említése a 9. századból származik. Valószínűleg a szaracén támadások elől menekülő tengerparti lakosok alapították. A középkor során hűbéri birtok volt.

## Népessége
A népesség számának alakulása:

## Főbb látnivalói
- a 13. század elején épült Madonna della Neve-templom
- a Rocca del Capello masszív erődítmény és óratornya
- a Madonna delle Grazie-templom